# Autovit.ro
Autovit.ro este cel mai mare site de vânzări de mașini second-hand din România.
A fost achiziționat la finele anului 2009 de grupul media sud-african Naspers.
Autovit.ro a fost lansat în România în anul 2000, fiind disponibile circa 20.000 de anunțuri nu mai vechi de 15 zile, generând un trafic zilnic estimat la peste 80.000 de vizitatori unici.
Cifra de afaceri a fost în 2009 de 2,3 milioane lei.
Autovit.ro este deținut de Allegro Online Services Romania SRL. Allegro Online Services România face parte din Allegro Group, care mai deține alte două site-uri importante din România: compari.ro și olx.ro (fostul mercador.ro). Grupul internațional Allegro Group și-a început activitatea în comerțul electronic din Polonia, în 1999. Allegro Group este parte din grupul media multinațional Naspers.